# 2017 월간 윤종신 12월호
"2017 월간 윤종신 12월호"는 대한민국의 가수 윤종신의 디지털 싱글이다. 2017년 12월 28일에 발매되었다. 대한민국의 기획사 미스틱엔터테인먼트의 음악 플랫폼 월간 윤종신을 통해 발매되었다.

## 트랙 리스트
| #  | 제목     | 작사   | 작곡           | 편곡   | 재생 시간 |
| -- | -------- | ------ | -------------- | ------ | --------- |
| 1. | 〈추위〉 | 윤종신 | 윤종신, 강화성 | 강화성 | 4:26      |